# Acraea insularis
Acraea insularis är en fjärilsart som beskrevs av Sharpe 1893. Acraea insularis ingår i släktet Acraea och familjen praktfjärilar. Inga underarter finns listade i Catalogue of Life.